# Canthium laeve
Canthium laeve là một loài thực vật có hoa trong họ Thiến thảo. Loài này được Teijsm. & Binn. mô tả khoa học đầu tiên năm 1864.